# Charmy Bee
Charmy Bee (チャーミー・ビー?, Chāmī Bī) è un personaggio immaginario principale della serie videoludica Sonic the Hedgehog prodotta da SEGA e sviluppata dallo studio nipponico Sonic Team.
Charmy è una giovane ape di sesso maschile. Fa parte dell'agenzia investigativa Chaotix, per la quale lavora assieme a Vector the Crocodile e Espio the Chameleon, qui risolvono diversi tipi di casi che gli vengono affidati.

## Descrizione

### Creazione e sviluppo
Charmy fu originariamente creato come personaggio del manga Sonic the Hedgehog pubblicato sulla rivista Shogaku Ninensei edita dalla Shogakukan e fu ridisegnato da Naoto Ōshima per la sua apparizione in Knuckles' Chaotix.
Dopo il suo debutto, Charmy, così come gli altri due membri dei Chaotix, Vector e Espio, non apparvero più fino all'uscita di Sonic Heroes nel 2003. Secondo Takashi Iizuka, Sonic Team ha reintrodotto i tre personaggi nella serie dato che non li avevano mai utilizzati prima della pubblicazione di Knuckles' Chaotix, titolo non sviluppato dallo studio giapponese ma bensì da SEGA. Iizuka confermò inoltre che il trio non è il medesimo visto nella versione originale, sostenendo di aver creato dei nuovi personaggi utilizzando il design di quelli presenti in Knuckles' Chaotix.

### Aspetto
Charmy è un'ape antropomorfa a strisce gialle e nere con delle antenne dei medesimi colori e gli occhi color oro. Indossa un gilet arancione che presenta un emblema raffigurante un esemplare della sua specie, delle scarpe bianche e arancioni, guanti bianchi con degli anelli neri e sulla testa un casco da pilota nero con bordo rosso che rappresenta il suo segno distintivo.

### Poteri e abilità
Grazie alle sue ali, Charmy è capace di rimanere in volo per lunghi lassi di tempo senza affaticarsi facilmente, al contrario di altri personaggi presenti nella serie in grado di utilizzare la medesima abilità. L'ape riesce a muoversi a super velocità ma solamente in volo ed i suoi movimenti sono così veloci che gli permettono di creare dei piccoli vortici d'aria. È anche molto acrobatico e agile, è capace di eseguire movimenti impressionanti durante le fasi di volo e riesce a muoversi sulle rotaie con gran facilità e velocità pari a quelle dei suoi compagni di squadra.
È dotato di un potente pungiglione capace di sferrare colpi mortali a tal punto da riuscire a perforare il metallo con gran celerità. Nonostante le sue dimensioni ridotte, dispone di una forza sorprendente dato che riesce a sollevare senza problemi alcuni dei suoi compagni di squadra per poter volare con loro per grandi distanze.
Charmy eccelle nelle intuizioni e nello scoprire oggetti nascosti riuscendo facilmente a localizzarli. Ha anche un talento misterioso che gli consente di aprire determinati dispositivi a forma di fiore.

### Personalità
Charmy è iperattivo, sbadato e non troppo intelligente. Dato che è un bambino, preferisce giocare che lavorare, come mostra nel primo livello del Team Chaotix in Sonic Heroes. È anche un tipo amichevole, spensierato e allegro; vista la sua giovane età (6 anni) è meno abile come detective rispetto ai colleghi Vector ed Espio, ma si rivela comunque prezioso per la squadra.
Prova un profondo rispetto e una grande ammirazione nei confronti di Shadow the Hedgehog, come viene visto nell'omonimo videogioco quando il porcospino nero annienta una delle creature nere dell'armata delle Black Arms, mentre esclama "Shadow, sei così forte ♪".

### Doppiaggio
Charmy è doppiato in giapponese dalla seiyū Yōko Teppōzuka a partire da Sonic Heroes, che ha prestato la voce al personaggio anche nell'anime Sonic X e che tuttora ricopre il ruolo. Nelle versioni americane dei videogiochi si sono susseguite Emily Corkery in Sonic Heroes, Amy Birnbaum da Shadow the Hedgehog a Mario & Sonic ai Giochi Olimpici Invernali e in Sonic X mentre Colleen O'Shaughnessey lo doppia da Sonic Colours.
Charmy è doppiato in italiano da Emanuela Pacotto a partire da Sonic Generations mentre in Sonic X da Maura Cenciarelli.

## Biografia

### Videogiochi
Charmy, chiamato nell'edizione italiana L'ape Charmy, compie la sua prima apparizione nel titolo Knuckles' Chaotix. Nella storia del gioco, l'ape sta visitando un parco divertimenti su un'isola chiamata Carneval Island per cercare nuovi tipi di fiori da impollinare quando all'improvviso il malvagio Dottor Eggman inizia ad attaccare il luogo e lo cattura. Dopo gli eventi iniziali, Charmy diventa sia un personaggio giocante che selezionabile attraverso il Combi Catcher, un macchinario che permette al giocatore di scegliere il partner prima di recarsi in un livello. In questo gioco è in grado di volare e di effettuare uno slancio in qualsiasi direzione anziché saltare come gli altri membri del gruppo. Riesce inoltre a mantenere l'equilibrio in volo che permette al partner di eseguire una caduta più lenta e controllata.
In Sonic Heroes torna come personaggio di tipo Fly e membro del Team Chaotix, formato assieme ai suoi due amici e colleghi di lavoro Vector e Espio. Il trio ha aperto un'agenzia investigativa e viene contattato da un misterioso cliente che fa recapitare in ufficio un pacchetto contenente un walkie-talkie, da cui si sente la voce di quest'ultimo che li ingaggia per una missione in cambio di una grande somma di denaro. Espio si rivela molto scettico nei confronti della voce ma Vector gli ricorda che la loro politica prevede di non tirarsi mai indietro quando viene promesso che un lavoro verrà pagato. Durante il viaggio affronteranno e sconfiggeranno più volte il Dr. Eggman senza mai però riuscire a catturarlo e parteciperanno anche a due scontri in momenti distinti contro il Team Dark e il Team Rose. Arrivati a Final Fortress distruggono Egg Emperor, un gigantesco robot armato di lancia e scudo, controllato dallo scienziato, dopodiché si recano a salvare il cliente imprigionato in una stanza della nave da guerra dove scoprono che in realtà questi non era altri che il vero Dr. Eggman, che gli spiega che Metal Sonic lo ha catturato e che ha messo in atto un terribile piano per la conquista del mondo. Nell'ultima storia il trio cerca di indebolire Neo Metal Sonic trasformato in Metal Madness, fornendo così il tempo necessario al Team Sonic di trasformarsi e sconfiggerlo. Tornata la pace, Eggman tenta di fuggire ma i Chaotix cominciano a dargli la caccia per ottenere la ricompensa promessa in precedenza.
In Shadow the Hedgehog appare esclusivamente nella missione Hero del livello Prison Island, anche se a differenza degli altri partner presenti nel gioco non può essere controllato dal secondo giocatore. Nella storia finale i Chaotix si trovano sulla colonia spaziale ARK per recuperare dei dati presenti all'interno di un computer, Espio inizia un processo di hacking e Vector gli mette fretta, poco dopo Charmy spazientito dà un calcio al macchinario, attivando accidentalmente un vecchio video in cui appare Gerald Robotnik, quest'ultimo viene reso visibile ovunque, giungendo fino a Black Comet dove si trova Shadow. Terminata la visione del filmato, il porcospino nero recupera le forze e si trasforma in Super Shadow per sconfiggere definitivamente Black Doom.
Nella versione per Nintendo DS di Sonic Colours si reca con il resto dei Chaotix al parco divertimenti di Eggman per un nuovo incarico legato all'investigazione del luogo. Nell'edizione per console di Sonic Generations partecipa all'organizzazione della festa di compleanno a sorpresa di Sonic dove tuttavia viene risucchiato dal Time Eater in una falla spazio temporale ma viene in seguito salvato dal riccio blu a Planet Wisp. Nel livello Center of Time fa la sua apparizione assieme a Vector e Espio per incoraggiare i due Sonic a sconfiggere il nemico; sconfitto quest'ultimo tornerà a festeggiare la pace ritrovata.
In Sonic Forces si unisce alla resistenza con gli altri membri del Team Espio in modo da appoggiare Sonic comunicando con lui nei livelli di gioco.
Charmy ricompare brevemente in cameo nel videogioco spin-off Shadow Generations.

#### Altre apparizioni
Altre apparizioni secondarie del personaggio avvengono in Sonic Rivals in due carte collezionabili, in Mario & Sonic ai Giochi Olimpici, Mario & Sonic ai Giochi Olimpici Invernali, Mario & Sonic ai Giochi Olimpici di Londra 2012, Mario & Sonic ai Giochi Olimpici Invernali di Sochi 2014, Mario & Sonic ai Giochi Olimpici di Rio 2016 e Mario & Sonic ai Giochi Olimpici di Tokyo 2020 come arbitro di alcune competizioni, in Super Smash Bros. Brawl come adesivo collezionabile e in Sonic Dash, Sonic Runners, SEGA Heroes e Sonic Racing: CrossWorlds come giocabile.
In LEGO Dimensions non è presente ma nei file del gioco compare il modello LEGO del suo corpo assieme a quello di Espio e la coda di Vector, tuttavia i tre sono stati scartati nella versione finale del gioco.

### Versioni alternative

#### Fumetti
Charmy compare come personaggio ricorrente nel breve manga Sonic the Hedgehog pubblicato sulla rivista Shogaku Ninensei edita dalla Shogakukan. Nel suo debutto, avvenuto nel settembre 1992, Charmy diventa il partner di Sonic e lo aiuta quando è nei guai. Risiede nel Time Box ha l'abilità di controllare il tempo, che utilizza per tornare al momento prima che Sonic finisse nei guai. Charmy appare anche sulla testata CoroCoro Special che presenta un adattamento di Sonic 2. Nel fumetto, fa la sua apparizione a Chemical Plant Zone dove aiuta Sonic e Tails a liberarsi quando vengono catturati da un Grabber. Nella serie a fumetti Archie Comics Sonic the Hedgehog, Charmy Bee è il principe delle api della colonia Golden Hive Colony. Sentendosi oppresso per le future responsabilità, decide di scappare di casa rifugiandosi così ad Angel Island dove diventa un membro dei Chaotix ed assiste il gruppo sul luogo. Quando Golden Hive Colony viene distrutta dall'impero di Eggman, Charmy riesce a sopravvivere con la fidanzata, Saffron, con la quale fugge a Knothole. Tuttavia qui viene fatto prigioniero assieme al resto dei Chaotix dal Dr. Eggman che ha iniziato la distruzione della città ma viene in seguito salvato. In seguito alla Super Genesis Wave, un cambiamento spazio temporale avvenuto nell'universo di Sonic, Charmy è identico alla sua controparte presente nei videogiochi.
In Sonic the Comic è un nativo della Special Zone (come gli altri membri dei Chaotix). Proprio come nei videogiochi, è sbadato e iperattivo, rivelandosi spesso fastidioso nei confronti dei membri della propria squadra. In modo analogo alla serie edita da Archie Comics, Charmy è il figlio di Queen Bee e quindi il principe di Hive tuttavia questo dettaglio non lo rivela mai ai Chaotix e preferisce tenerlo per sé. Nella serie spin-off Sonic the Hedgehog edita da IDW Publishing, Charmy è identico alla sua controparte dei videogiochi ed è il membro più giovane dei Chaotix. Nel corso della storia aiuta Sonic a rintracciare il Dr. Eggman ma scoprirà che quest'ultimo ha perso la memoria dimenticandosi della sua vera identità e del suo passato.

#### Animazione
Charmy compare assieme al Team Chaotix nell'anime Sonic X. Con Vector e Espio, Charmy svolge un ruolo minore nella seconda serie, dove compare solamente nell'episodio 39, dove i Chaotix vengono assunti dalla madre di Cream, Vanilla, per cercare la figlia. I tre svolgono un ruolo più importante nella terza serie, dove compaiono per la prima volta per portare dei rifornimenti a Chris da parte dei suoi genitori. La seconda volta in cui Charmy compare, partecipa al piano di Vector ed Espio per aiutare Tails e Cosmo ad innamorarsi l'uno dell'altra. Dopo questi avvenimenti, Charmy compare assieme al resto della sua squadra per aiutare il gruppo di Sonic nella battaglia contro i malvagi Metarex.
A causa di un errore di doppiaggio, nell'adattamento italiano, francese e russo, viene considerato una femmina.

## Accoglienza
In una recensione retrospettiva di Knuckles' Chaotix, IGN parlò del Team Chaotix in generale, facendo notare che il gruppo fu introdotto prima che i fan della serie si stancassero dell'ampio cast di personaggi ricorrenti, e perciò li elogiò per la profondità che avevano fornito al gameplay, definendoli "uno spasso". In modo simile, le riviste Electronic Gaming Monthly e Sega Magazine parlarono in modo favorevole dei personaggi; EGM scrisse che il gruppo, ed il legame di meccaniche elastiche, avessero aggiunto "sapore" allo stile di gioco, mentre Sega Magazine notò la loro ampia varietà di abilità, individuando Knuckles come il migliore. Nel 2015 Game Informer affermò che i Chaotix erano i migliori personaggi del franchise e trovarono particolarmente Espio e Mighty come sottoutilizzati.
Altri critici si dimostrarono meno entusiasti nei confronti dei Chaotix. Mean Machines Sega non ne parlò in maniera positiva, elogiò Knuckles ed Espio ma criticò i restanti membri, trovando Mighty una copia di Sonic e quindi noioso, Vector "irritante" e Charmy rendeva il gioco fin troppo facile. Xbox World fu molto critica nei loro confronti, chiamandoli Knuckles' Chaotix, ed il 32X "spazzatura" e un "disastro". Jim Sterling trovò che ai Chaotix mancavano delle qualità redentrici, chiamando Vector "Idiot the Crocodile" (lett. "Idiota il coccodrillo"), Espio "Generic Brooder the Chameleon" (lett. "Rimuginatore generico il camaleonte") mentre Charmy venne considerato come ridicolo, reputandolo fastidioso anche per via della sua voce acuta. GamesRadar considerò l'introduzione dei Chaotix come un punto di declino del franchise di Sonic, incolpando la loro introduzione di aver "diluito l'universo di Sonic introducendo tonnellate di personaggi di merda", definendo Knuckles' Chaotix come "un gioco perfettamente perfetto per sempre contaminato dalla precedente impostazione schiacciante del franchise". Shane Bettenhausen di Electronic Gaming Monthly reputò il trio come un gruppo di personaggi senza talento e fastidiosi.
Gan Plant di Nintendo Life affermò che "uno dei successi chiave" di Sonic X era stata l'incorporazione di numerosi personaggi dei giochi, inclusi quelli meno usati come i Chaotix, i quali vantavano di una ritrovata vitalità nelle scene comiche.